# イックニールド・ポート・ロード駅
イックニールド・ポート・ロード駅（イックニールド・ポート・ロードえき、Icknield Port Road railway station）は、かつてイングランドにあった鉄道駅で、ハーボーン鉄道によって建設され、ロンドン・アンド・ノース・ウェスタン鉄道 (London and North Western Railway, LNWR) によって1874年から運用されていた。
この駅の利用圏はバーミンガムのサマーフィールド・パーク (Summerfield Park) 周辺の地域で、駅はイックニールド・ポート・ロード (Icknield Port Road) とジロット・ロード (Gillott Road) の交差点の近くに位置していた。
この駅は、1931年に廃止され、今日では跡地にも駅があった痕跡はほとんど残っていない。駅を通過していた線路敷の跡は、ハーボーン自然歩道 (the Harborne Nature Walk) の一部となっている。

## 隣の駅
ハーボーン鉄道（廃線）
ロットン・パーク・ロード駅 - イックニールド・ポート・ロード駅 - モニュメント・レーン駅